# Chabuata cerastidia
Chabuata cerastidia är en fjärilsart som beskrevs av George Francis Hampson 1918. Chabuata cerastidia ingår i släktet Chabuata och familjen nattflyn. Inga underarter finns listade i Catalogue of Life.